# Jangtsekiang
Der Jangtsekiang, kurz Jangtse, ist der längste Fluss der Volksrepublik China. Die amtliche Bezeichnung des Jangtse ist Chang Jiang (chinesisch 長江 / 长江, Pinyin Cháng Jiāngⓘ – „Langer Strom, Langer Fluss“, kurz: 江,  Jiāng). Mit 6380 Kilometern, von denen 2800 Kilometer schiffbar sind, ist er auch der längste Fluss Asiens und nach dem Nil und dem Amazonas der drittlängste Strom der Welt. Sein Quellgebiet liegt im Hochland von Tibet in Qinghai. An seiner Mündung ins Ostchinesische Meer führt er im Jahresdurchschnitt 31.900 m³ Wasser pro Sekunde.
Der Jangtsekiang spielt im Selbstverständnis der Chinesen eine große Rolle. Er teilt das Land in Nord- und Südchina und war Ort zahlreicher wichtiger Ereignisse der chinesischen Geschichte. Dazu zählt etwa seine Überquerung durch die Volksbefreiungsarmee während des Chinesischen Bürgerkrieges am 21. April 1949 und das bis Mitte des 20. Jahrhunderts bestehende Recht westlicher Mächte im Zuge der Kanonenbootdiplomatie, den Fluss mit Kanonenbooten zu befahren.

## Bezeichnungen
- Chang Jiang, auch Changjiang (長江 / 长江,  Cháng Jiāng – „Langer Strom, Langer Fluss“)[5] geschrieben, ist die amtliche Bezeichnung.
- Ulaan Mörön, im Chinesischen Tuotuo He (沱沱河,  Tuótuó Hé – „Tränen-Fluss“) genannt, ist der Name des offiziellen Quellflusses. Der mongolische Name Ulaan Mörön bedeutet „Roter Fluss“.
- Dri Chu (tib. འབྲི་ཆུ་ dri chu; chin. 治曲, Pinyin Zhìqū, dt. „Kuh-Fluss“) ist die tibetische Bezeichnung (Dri ist der weibliche Grunz-Ochse, auch Yak genannt).
- Tongtian He (通天河,  Tōngtiān Hé – „Fluss zum Himmel / Fluss, der den Himmel durchquert“) ist die chinesische Bezeichnung eines Abschnittes des Oberlaufs des Chang Jiang.
- Jinsha Jiang, auch Jinshajiang (金沙江,  Jīnshā Jiāng – „Goldsandstrom, Goldsandfluss“) geschrieben, ist die chinesische Bezeichnung des Abschnittes vor dem Eintritt ins Rote Becken, die ein Hinweis auf Goldvorkommen in dieser Region gibt.
- Chuan Jiang, auch Chuanjiang (川江,  Chuān Jiāng – „Sichuan-Strom, Sichuan-Fluss“) geschrieben, heißt er von Yibin (Provinz Sichuan) bis Yichang (Provinz Hubei).
- Yangzi Jiang, auch Yangzijiang (揚子江 / 扬子江, auch: 楊子江 / 杨子江,  Yángzǐ Jiāngⓘ/?) geschrieben, das im chinesischen Sprachgebrauch nur für den Abschnitt im Mündungsgebiet gilt (genauer: für den Unterlauf des Chang Jiang von den Städten Yizheng und Yangzhou abwärts), ist im außerchinesischen Sprachgebrauch die allgemeine Bezeichnung für den gesamten Fluss Chang Jiang in seiner ganzen Länge. Von ihm leitet sich auch die traditionelle deutsche Benennung Jangtsekiang in veralteter deutscher Umschrift ab[6] (Ehrenpartikel 子,  zǐ wie in Laotse / Lǎozǐ, dt. „Meister Lao, Alter Meister“).
- Da Jiang, auch Dajiang (大江,  Dà Jiāng – „Großer Strom, Großer Fluss“) oder Huangjin Shuidao (黃金水道 / 黄金水道,  Huángjīn Shuǐdào – „Goldene Wasserstraße“) sind weitere inoffizielle Bezeichnungen des Jangtsekiang bzw. Chang Jiang.

## Flusslauf

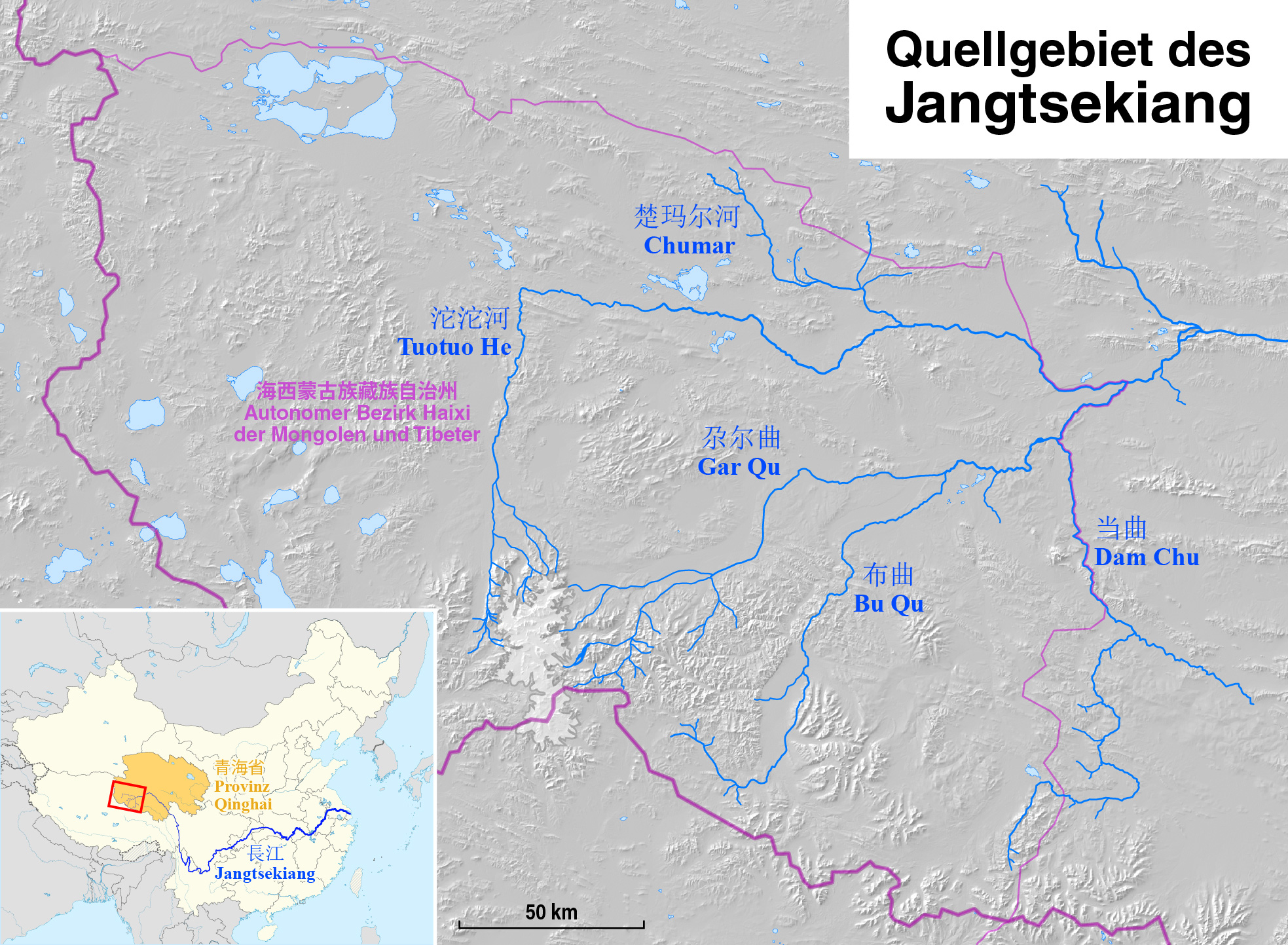
Karte des Quellgebiets, 2003

Der Jangtsekiang entspringt im Tanggula-Gebirge, innerhalb eines mehrere hundert Quadratkilometer umfassenden Quellgebiets im Westen der Provinz Qinghai.
Knapp 1500 Kilometer stromabwärts umfließt der Fluss in Hufeisenform einen Berg (⊙); im weiteren Verlauf, abgelenkt durch ein Kalksteinmassiv, kehrt sich der bisher in südöstliche Richtung fließende Fluss nach mehreren Richtungswechseln an der Großen Biegung von Shigu (⊙) um und fließt weiter durch die Tigersprung-Schlucht in nordöstlicher Richtung.
Bei Shiluoke ändert der Fluss erneut die Richtung und fließt nach Süden bis zur Ortschaft Chitian. Nach einer 90°-Kurve Richtung Osten erreicht der Fluss nach etwa 55 km den Ort Rubeidi, von wo er erneut in nordöstliche Richtung abbiegt. Bei Gelipingzhen ändert sich die Flussrichtung nach Osten, die der Jangtsekiang bis kurz vor der Mündung des aus Süden kommenden Xiao Jiang bei Yenjuping beibehält. Von dort fließt der Fluss vorwiegend in nordöstliche Richtung.
Bei Xinshizhen befindet sich eine 180°-Schleife mit anschließendem Richtungswechsel nach Ostsüdost bis zur Stadt Yibin. Dort mündet der Min Jiang aus Nordwesten kommend in den Jangtsekiang (bis hierher: 金沙江,  Jīnshājiāng – „Goldsandfluss“), der von dort weiter Richtung Nordosten nach Chongqing fließt.

## Bedeutung

### Schifffahrt

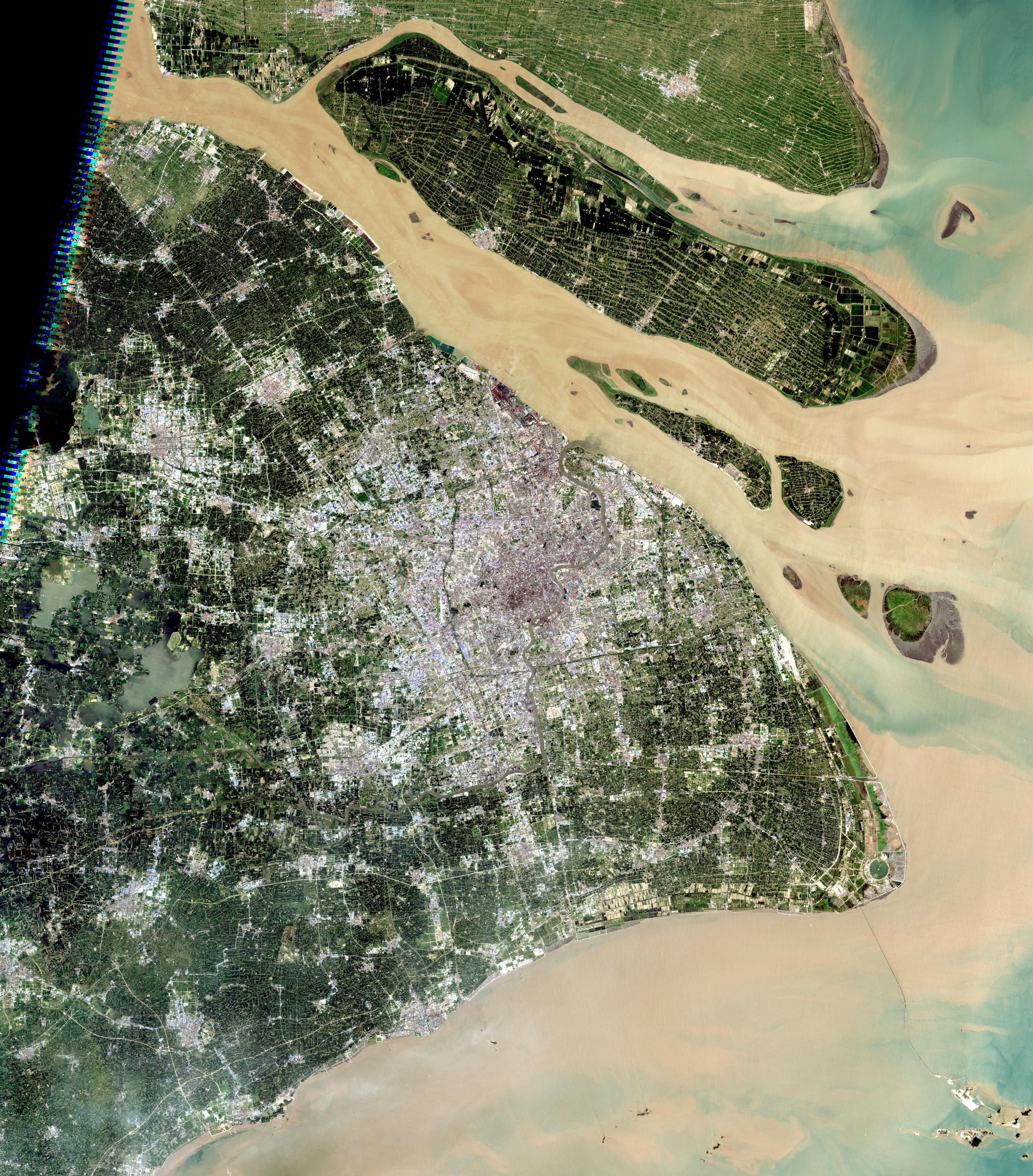
Mündung des Jangtse nördlich von Shanghai, 2005

Der Jangtsekiang ist von der Stadt Yibin (305 m über dem Meeresspiegel) bis zur Mündung in den Pazifik auf 2800 Kilometer schiffbar. Etwa 400 Kilometer flussabwärts liegt Chongqing, später Wanxian. Unterhalb des Drei-Schluchten-Staudammes sind Yichang, Wuhan-Hankou, Jiujiang, Wuhu und Nanjing wichtige Binnenhäfen.
Der Bau des Schiffshebewerks neben der großen fünfstufigen Schleuse wurde wegen finanzieller und technischer Probleme immer wieder verschoben. 2016 wurde das 113 Meter hohe Schiffshebewerk in Betrieb genommen, welches Schiffe von bis zu 3.000 Tonnen (∼Klasse V) befördern kann. Da der Höhenunterschied in etwa 40 Minuten überwunden werden kann, wird das Hebewerk vorzugsweise durch die Personenschifffahrt genutzt. Die Durchfahrt durch die fünfstufige Schleuse dauert drei bis vier Stunden, was den Touristen nicht zugemutet werden soll. Schiffe bis zu 10.000 Tonnen (∼ Großes KüMo) können die Schleusen befahren und so bis zum Hafen von Chongqing gelangen.
An der Mündung liegt ein älterer Teil des Hafens von Shanghai.
2011 erreichte der Gütertransport durch die Schleusen 100 Mio. t, vor dem Dammbau waren es nur 18 Mio. t; 2015 stieg das Volumen bereits auf 120 Millionen t.

### Schluchten und Stauseen

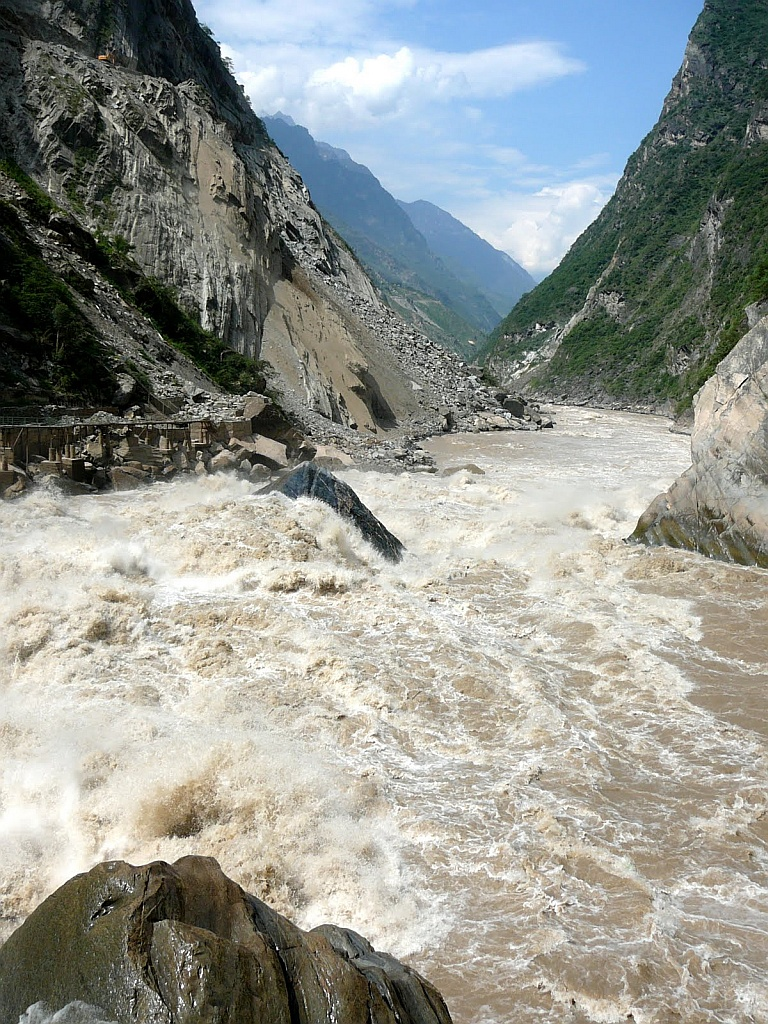
Tigersprungschlucht nordöstlich von Shigu, 2010

An seinem Ober- und Mittellauf bis Yichang weist der Jangtsekiang viele Schluchten auf. Die bekanntesten sind die Drei Schluchten Qutang, Wuxia und Xiling zwischen Chongqing und Yichang, die inzwischen durch den umstrittenen Bau eines weiteren Großkraftwerkes, des Drei-Schluchten-Damms, geflutet wurden, so dass ein 600 km langer Stausee entstand, dessen Wasserspiegel bei Füllung auf 175 m über der Talsohle liegt.
Durch die gewaltige Entwaldung der Berghänge am Jangtse-Mittellauf in Ost-Tibet erfolgen durch Hangrutschungen (Muren) gewaltige Sedimenteinträge in den Fluss (ca. 2 Mrd. m³/Jahr), so dass er ebenfalls zu einem „gelben Fluss“ (Name des Huang He in Nord-China) wurde. Dadurch besteht eine erhebliche Gefahr der Verschlammung des Drei-Schluchten-Stausees. Seit 1998 besteht ein Holzeinschlagverbot an den Berghängen Tibets, und Wälder werden wieder aufgeforstet.
Unterhalb der großen Staumauern fließt der Fluss langsamer und breiter durch die Ebenen Mittelchinas. Das erste große der natürlichen Rückhaltebecken, die eine wichtige Funktion als Schutz vor Überschwemmungen ausüben, ist der Dongting-See. In Abhängigkeit von der im Laufe des Jahres unterschiedlichen Wasserführung ändert er wie auch der größte See Chinas, der Poyang-See, seine Ausdehnung. Über den Kaiserkanal, der den Jangtsekiang bei Yangzhou kreuzt, besteht eine Verbindung zum Gelben Fluss. Bei Shanghai mündet er in einem Delta in das Ostchinesische Meer.
Neben dem Bau des Drei-Schluchten-Staudamms gibt es ein zweites Großprojekt, das Süd-Nord-Wassertransferprojekt, ein Wasserumleitungssystem, durch das der unter Wassermangel leidende Norden der Volksrepublik China mit Wasser aus dem Jangtsekiang versorgt werden soll. Die erste Trasse entlang des Kaiserkanals wird bereits benutzt, soll aber noch ausgebaut werden; zwei weitere Trassen im Oberlauf des Jangtse befinden sich im Planungsstadium.
Direkt unterhalb des Drei-Schluchten-Damms liegt die Gezhouba-Talsperre.

### Stromerzeugung
Am Drei-Schluchten-Staudamm fällt das Wasser durch die Öffnungen der Mauer in den 113 Meter tieferen Flusslauf. 26 Turbinen und Generatoren erzeugen elektrischen Strom. Nach chinesischen Angaben hat das Kraftwerk durchschnittlich eine elektrische Leistung von 9500 MW.

### Siedlungswesen
Wichtige Städte am Jangtsekiang sind Chongqing, Shashi, Wuhan, Nanjing und Shanghai. Wegen seiner Breite wird der Fluss von teilweise recht imposanten Brücken überspannt, unter anderem der Runyang-Brücke oder die Erste-Jangtse-Brücke in Wuhan.

### Hochwasserschutz
Der Jangtsekiang ist bekannt für seine Flutkatastrophen, die in den letzten 100 Jahren drei Millionen Menschen das Leben kosteten, beispielsweise die Flutkatastrophe 1931. Immer häufiger kam es zum bedrohlichen Hochwasser, allein sechs Mal in den letzten 15 Jahren. Der Staudamm soll nun das überschüssige Wasser aufnehmen. Damit wird jedoch nichts gegen die Ursachen der „Natur“- Katastrophe unternommen, beklagen Kritiker. Der Jangtse trat zwar schon immer regelmäßig über die Ufer. Dadurch wurde aber auch das Ackerland regelmäßig mit fruchtbarem Flussschlamm überzogen und die Gegend ein attraktives Anbaugebiet. Die schlimmen Überflutungen häuften sich allerdings in den letzten Jahren auf unnatürliche Weise. Verantwortlich dafür ist zum einen die Abholzung von Wäldern, die bisher große Mengen Regenwasser aufgenommen hatten. Zum anderen wurden auch immer mehr Seen in diesem Gebiet trockengelegt, um Land für die stetig wachsende Bevölkerung zu schaffen. Bei Hochwasser kann der Fluss nun nicht mehr in natürliche Überflutungsgebiete ausweichen und überschwemmt Städte und Dörfer.
Nebenflüsse des Jangtsekiang werden wohl auch in Zukunft von Flutkatastrophen betroffen werden, da der Staudamm dort nicht helfen kann.

### Ökologischer Zustand

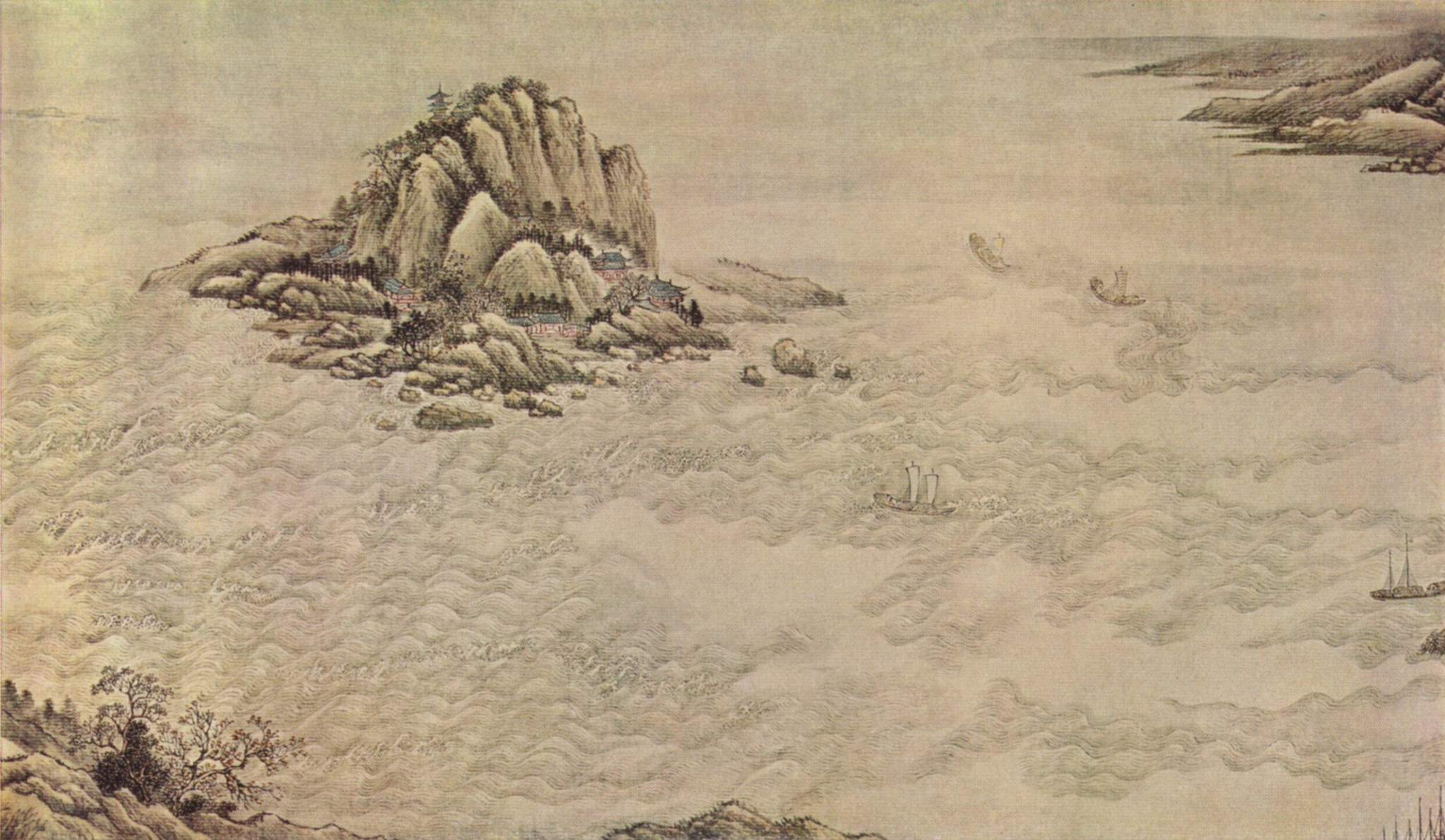
Tausend Meilen den Jangtsekiang entlang – Wang Hui, um 1700

Ende 2007 legte ein chinesisch-schweizerisches Forscherteam in Bern die Resultate einer Untersuchung vor. Der Bericht der „Yangtze Freshwater Dolphin Expedition“ unter der Leitung des Instituts für Hydrobiologie/Chinesische Akademie der Wissenschaften in Wuhan und der Stiftung Baiji.org erstaunte: Trotz der Einleitung großer Mengen von Schadstoffen falle die Qualität des Wassers besser aus als zuvor angenommen. Die Chemiker führten dies auf den Effekt der Verdünnung zurück: Der Jangtsekiang mit seinen unzähligen Zubringerflüssen führe riesige Wassermengen mit, welche die Konzentration von Schadstoffen verdünnten, schrieben die Forscher in ihrem Bericht.
2012 beklagten chinesische Forscher im Fachblatt Science jedoch eine „steigende Kontamination“ und eine „beispiellose Verschmutzung“ des Flusses.
Zahlreiche endemische Arten haben unter der Industrialisierung zu leiden, der Chinesische Flussdelfin ist vermutlich ausgestorben, der Jangtse-Stör und der China-Alligator gelten als vom Aussterben bedroht.
Von allen Flüssen der Welt spült der Jangtse am meisten Plastik ins Meer.